# Rijád
Rijád (Riyadh, arabul: الرياض ar-Riyād, nevének jelentése: „A kertek”) Szaúd-Arábia fővárosa és legnagyobb városa, valamint Rijád tartomány székhelye. Az Arab-félsziget közepén, Nedzsd területén fekszik, egy három vádi (Hanifa, Ajszan és al-Bathá) által közrefogott fennsíkon. A Szaúd-dinasztia 1824-ben választotta székhelyéül.
1881-ig maradt a Szaúdok uralma alatt, s ekkor a Rasíd-dinasztiáé lett a Nedzsd feletti hatalom. Azonban Ibn Szaúdnak 1902-ben sikerült visszaszereznie Rijádot, aztán innen 1930-ra meghódította az egész Arab-félszigetet. 1932-ben, amikor kikiáltották az egységes Szaúd-arábiai Királyságot, Rijádot tették meg fővárosnak.

## Általános ismérvek

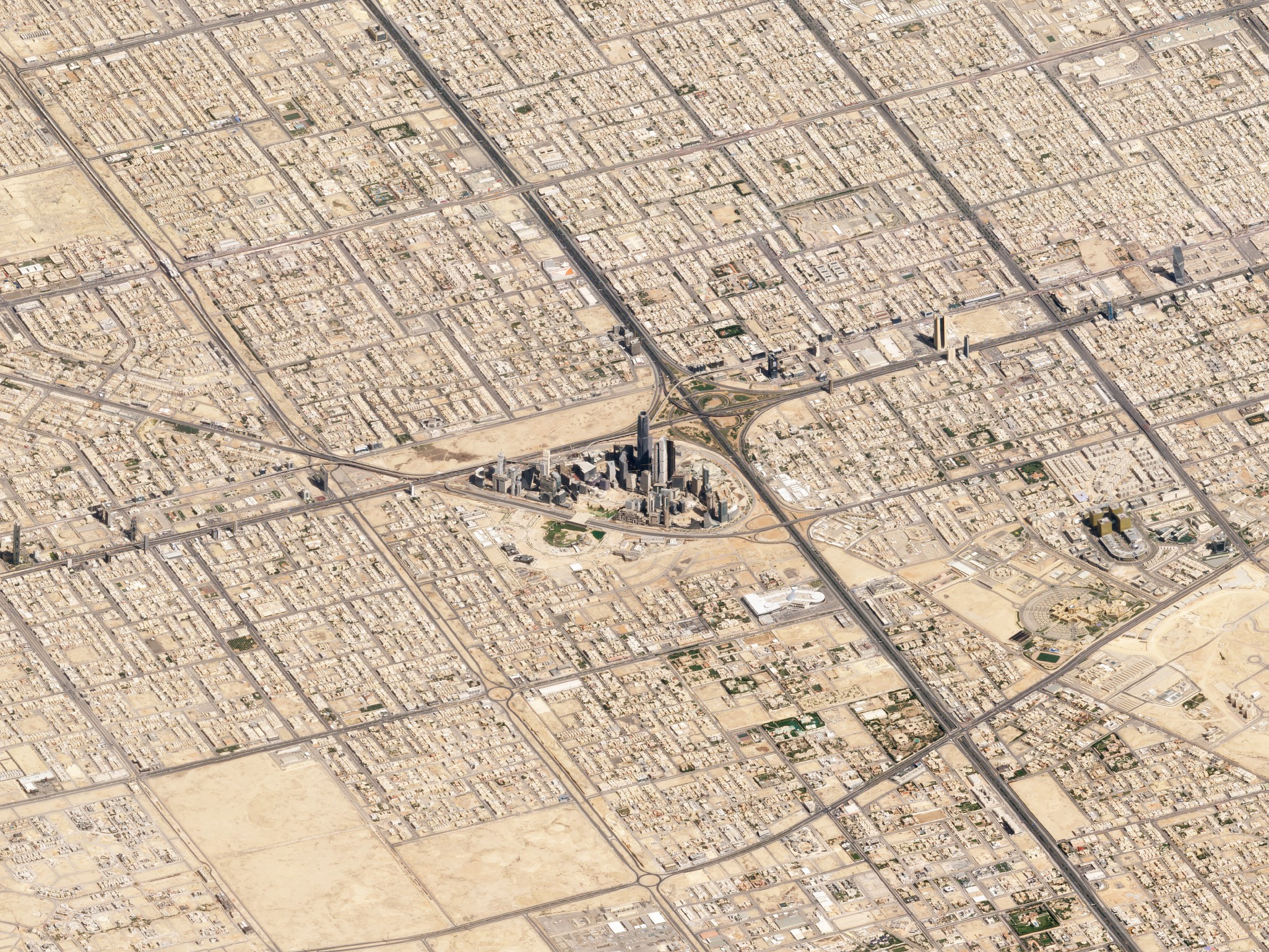
Rijád egy része műholdképen

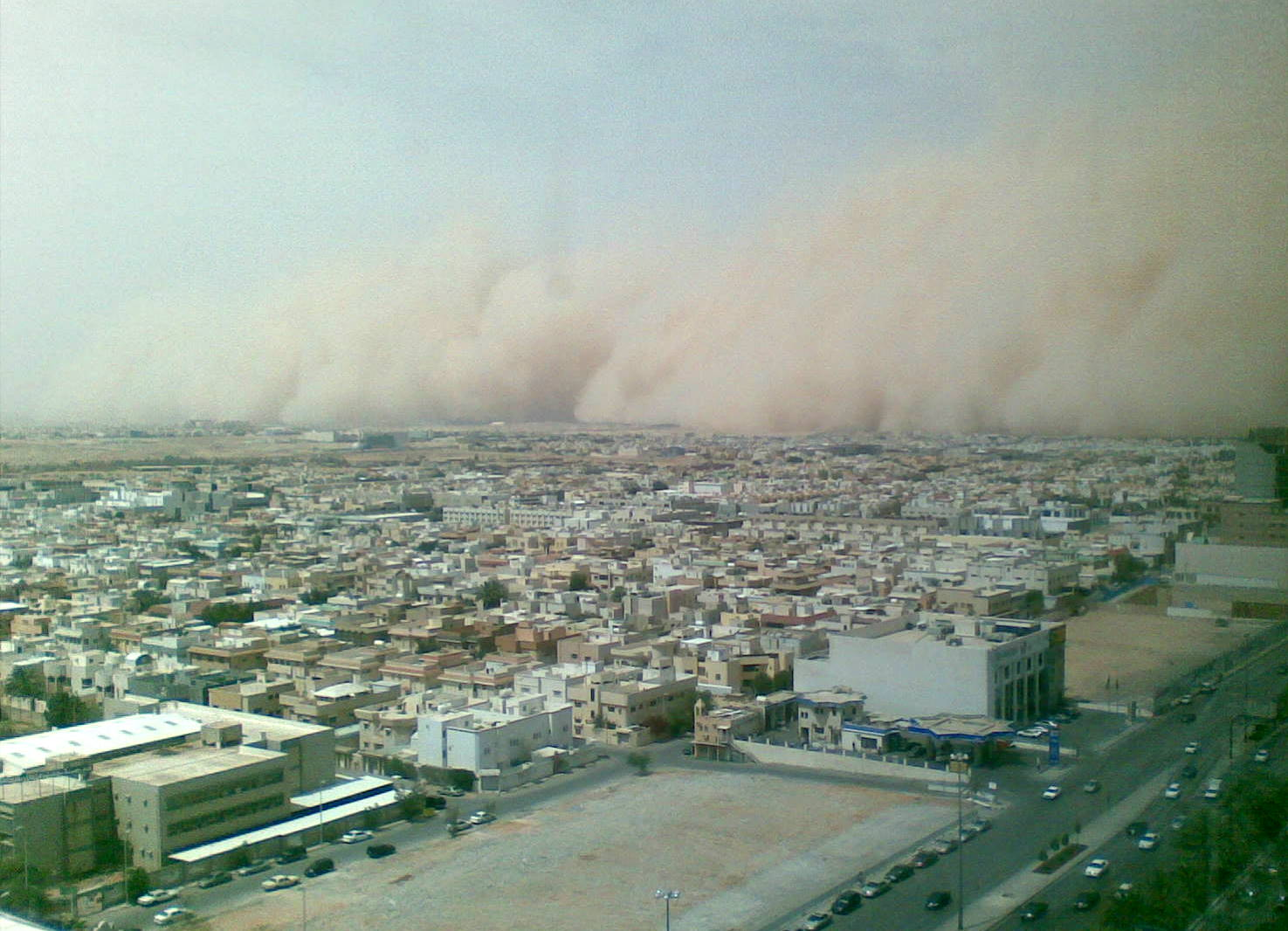
A város és egy közeledő homokvihar

Rijad már 1824 óta a Szaúd-dinasztia centruma. Abdul-Aziz szaúdi király 1902-évi hatalomra jutását követően innen kezdte meg a közép-arábiai beduin törzsek egyesítését, aminek eredményeként 1932-ben létrehozta a Szaúd-Arábiai Királyságot. Szaúd-Arábia 1932-i függetlenné válása óta Rijád a főváros. Igen régi időktől az arab térség fontos közlekedési csomópontja. Jelentőségét fokozta, hogy a legfontosabb iszlám zarándokhelyek: a Mekka és Medina felé vezető zarándokút is érinti. 1824 óta Rijádban található a Szaúd-királyi ház egyik palotája.
Az 1930-as évektől óriási kőolajkészleteket tártak fel az országban, ami gyökeresen átformálta az ország társadalmát, s fővárosát: a hajdan vidéki várost a modern technológia kirakatává tette. A vályogházakból álló oázistelepülésen korszerű épületek, szállodák, kórházak, iskolák jelentek meg. Lakossága régebben csupa nedzsdiből állt, ma már számos más nemzetiségnek otthont adó kozmopolita nagyváros. Közigazgatási szerepén kívül az ország kereskedelmi, oktatási és közlekedési központja. Ipari üzemei közül a kőolaj-finomító a legfontosabb. Nemzetközi repülőtere a Khálid királyról elnevezett Khalid király nemzetközi repülőtér (IATA-kódja: RUH), a várost pedig korszerű autópályák kötik össze a távoli országrészekkel.

## Földrajz
Rijád az Arab-félsziget közepén, a Nedzsd- vagy más néven Központi régióban fekszik. Területének átlagos tengerszint feletti magassága 612 méter. Sivatagos és sziklás területek veszik körül. Területe nyugati irányban a Wadi Hanifa határáig terjed. A városterület tulajdonképpen egy 1554 km² nagyságú síkság. Környezete topográfiai szempontból igen változatos. Északnyugaton található a Jebel Tuwaiq törésvonal, továbbá a Dana-sivatag, valamint egy keleten fekvő homokdűne-sáv.

### Városrészek
Rijádnak 17 nagyobb városi kerülete van, ezek többnyire ősi településneveket viselnek: ash-Shafa, al Hair, Rauda, asz-Szali, as-Samal, al-Batha, ad-Diriyya, Irqa, Itaiq, al-Maadar, al-Malaz, Manfuha, Murraba, an Nasszim, al-Olaya, as-Sumaiszi, al-Uraidzsa.

### Éghajlat
Rijád a szubtropikus klímazónában fekszik. Az évi átlagos hőmérséklet értéke eléri a 26, 7 °C-ot, az évi átlagos csapadékmennyiség 92 mm. A nyári hőmérséklet elérhető a nappali 48 - 50 °C-ot, éjszakára is csak 30 °C-ig csökken. A legmelegebb hónap a július, ekkor a nappali átlagos középhőmérséklet értéke 36,6 °C. A leghidegebb hónap január, (14,4 °C). A legtöbb csapadék márciusban hullik, átlagosan 24 mm mennyiségben. Június és szeptember között nem esik csapadék, ekkor az égbolt felhőtlen.
Az év többi részében is csak nagyon kevés csapadék jellemző.
| Hónap                                        | Jan. | Feb. | Már. | Ápr. | Máj. | Jún. | Júl. | Aug. | Szep. | Okt. | Nov. | Dec. | Év   |
| -------------------------------------------- | ---- | ---- | ---- | ---- | ---- | ---- | ---- | ---- | ----- | ---- | ---- | ---- | ---- |
| Rekord max. hőmérséklet (°C)                 | 31,5 | 34,8 | 38,0 | 43,0 | 46,1 | 47,0 | 48,0 | 47,8 | 44,5  | 42,0 | 39,0 | 33,0 | 48,0 |
| Átlagos max. hőmérséklet (°C)                | 20,1 | 23,0 | 27,6 | 34,0 | 40,6 | 42,7 | 43,3 | 43,2 | 41,3  | 37,1 | 28,6 | 21,0 | 33,6 |
| Átlaghőmérséklet (°C)                        | 14,4 | 16,9 | 21,1 | 26,9 | 32,9 | 35,4 | 36,6 | 36,5 | 33,3  | 28,2 | 21,4 | 16,1 | 26,7 |
| Átlagos min. hőmérséklet (°C)                | 6,9  | 9,0  | 15,0 | 21,3 | 26,7 | 28,6 | 31,1 | 29,5 | 26,7  | 22,9 | 14,3 | 8,4  | 20,1 |
| Rekord min. hőmérséklet (°C)                 | −2,0 | 0,5  | 4,5  | 11,0 | 18,0 | 21,0 | 23,6 | 22,7 | 16,1  | 13,0 | 7,0  | 1,4  | −2,0 |
| Átl. csapadékmennyiség (mm)                  | 11   | 10   | 24   | 23   | 3    | 0    | 0    | 0    | 0     | 1    | 7    | 13   | 92   |
| Forrás: SURFACE ANNUAL CLIMATOLOGICAL REPORT |      |      |      |      |      |      |      |      |       |      |      |      |      |

## Településtörténet
A város keletkezését és kialakulását a Hanifa-vádinak és a szomszédságában fekvő Diraja/Dir'iyyah városnak (ma szabadtéri múzeum és előváros) köszönheti. Diraja a vahhabita államvallás központjaként fejlődött.

### Ókorban
Rijád területén az első letelepedő helyeket félig legendás emlékekből Jadis ismerjük. 425 körül Kinda –Himja segítségével – a Nadzsd uralmát egészen a mai Jemen határáig terjesztette ki. 540-ben a lahmindák – több állammal együtt – eltörölték a közép-ázsiai Kinda birodalmat is.
Az 5. század folyamán a vádit és Hajar al-Yamama-t, valamint a mai város központja alatt fekvő ősi városokat, továbbá a délkeleten levő és az al-Khardzs (ma romok) várost a Bani Hanifah törzs foglalta el. Al-Yamama, a Hanifah-törzs városa a 6. és 7. században felvirágzott. Az uralkodók közül kettő – Hawdha bin Ali és Muszalima (a „hamis próféta“) az adott korban fontos szerepet játszottak az arab törzsek iszlamizálásában.

### Középkorban
Az al-Dzsubail várostól nem messze fekvő Aqrabában került sor 634-ben a Ridda-háború harcaira. Hadzsar városa ellenállásnak emlékezetes helye az iszlám vallásba történő beilleszkedéssel szembeni, egészen 900-ig tartó ellenállásnak. Részben ennek, továbbá azért, mert az iszlám politikai központja Arábiától egyre távolabbra tolódott, az egész környék elszegényedett. Azonban ennek ellenére Ibn Battúta még 1331-1332 között is Hadzsart, mint gyümölcsöző várost említi, vízzel teli patakokkal és sok fával. A város egészen a 15. századig egzisztált, és a Beni Hanifah-törzs székhelyeként szolgált.
Az al-Yamamah térségben a 7. század második felében Najdah ibn 'Amir al-Hanafi alapította a kharijdzsitis-államot, s innen uralkodott a keleti partokig, a parton Bahrein és Qati városok között. Nyugaton elfoglalta a Mekka közelében levő Taif várost. Birodalma egészen a 692-ben bekövetkezett haláláig fennállt, halála után hanyatlásnak indult.
A Banu Uchaidhir-törzs 866 körül hozott létre egy államot a déli Nedzsd térségben, aminek al-Hidrima a fővárosa, a mai al-Chardsh közelében, s a Rijádtól délre eső területet uralta. Ezt az államot a kamatoktól származó al-Hasza rombolta le.
Nadzsd területén a 15. században több település keletkezett és az oázisok használata is intenzívvé vált. Ibn Dir - az ad-Dir nevű Bani Hanifa–klán uralkodója - a vádi hasznosítását javítani akarta, s ezért 1446-ban a területre a Perzsa-öböl melletti Quatif területéről behívta a baráti Murada-törzset. Ők létesítették a vádi keleti partján Mulaibid és a Ghasibah telepeket, s az új települést Dir'iyyah-nak nevezték el, amely aztán a többi telepet is összefogta. Ez a hely a váditól mintegy 4 kilométerre, a két település között ma is látható.

### Korai újkorban
A Rijád helyén keletkezett ősi telepek nevét a mai kerületi elnevezések őrzik, például:
- A Murada „Wadi Oase“ első központi települése Ghasiba volt.
- A Wadi Hanifa központi települése Dir'iyyah
- Később, a déli Nadsh központi települése elsősorban al-Uyainah (al-Uyaynah)
- Az északi vádit al-Jubaila uralta.
- Az 1680-as években Muqrin bin Markhan a Muqrin települést létesítette
- Később, 1680-as években létesítették a nyugati at-Turaif települést

Ezeknek a telepeknek Dir'iyyah volt a központi települése. 1725-től Dir'iyyah Muhammad ibn Szaúd (1735–1765), - a déli Nadzsd területén leendő Szaúdi-állam és a Szaúd-dinasztia alapítójának - uralma alatt állt.
Vele szemben, a keleti vádi-parton at-Turaif település feküdt, ahol Muhammad ibn Abd al-Wahhab (1703–1792) sejk családja székelt. 1745 után ez a körülmény azért vált jelentőssé, mert amikor Muhammad Ibn Saud sejk befogadta a vahhabiták vallási reformfolyamatát, s 1744-ben Imam Muhammad bin Abd Al-Wahhab-bal egyezségre lépett, az irányzat terjesztése közben Al Szaúd megszerezte az arab félsziget területének nagyobbik részét, előrenyomult a Hedzsá felé és 1806-ban elfoglalta Mekkát is.

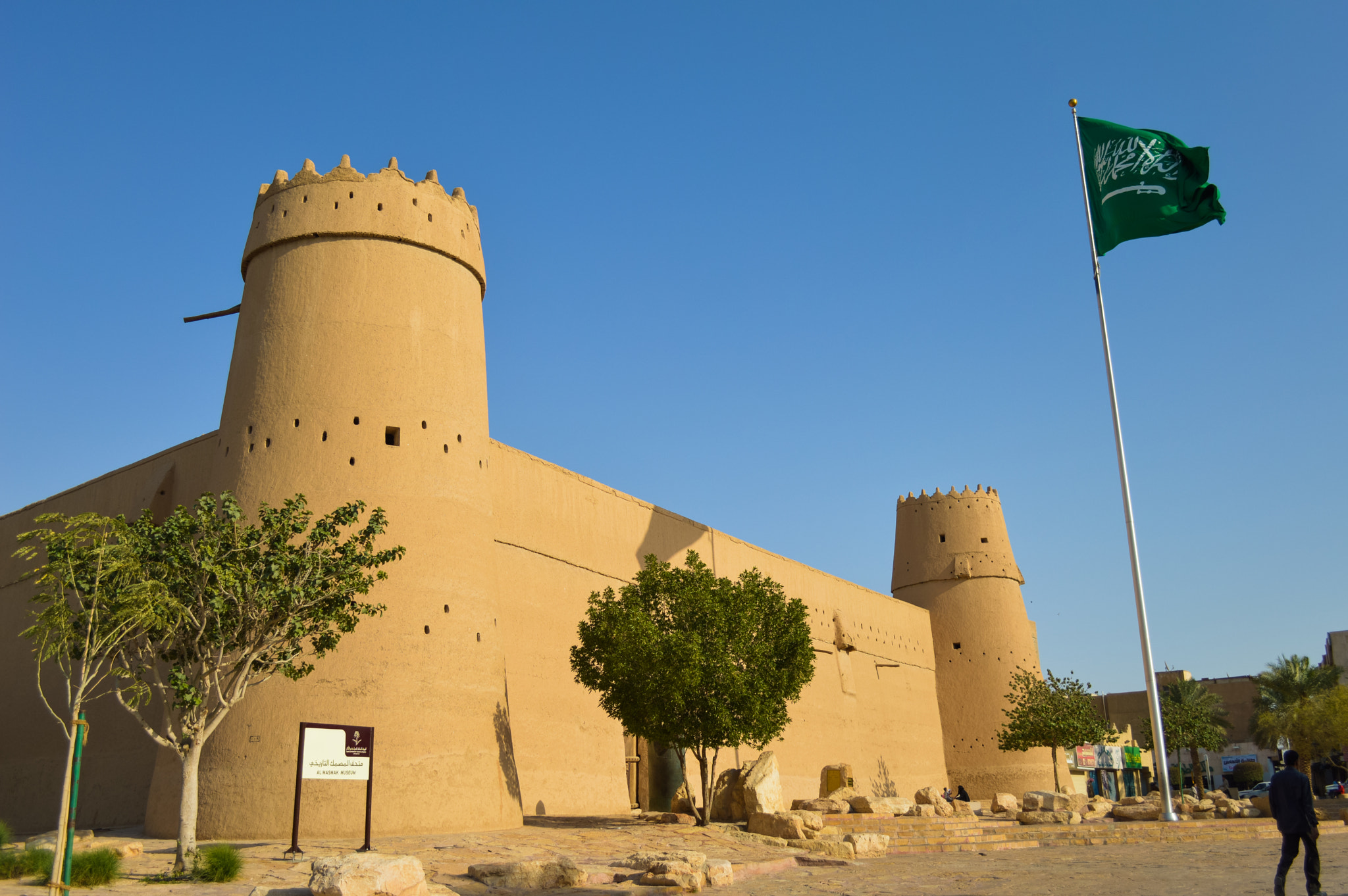
Maszmak-erőd

At-Turaif-ban Szaúd ibn Abdel-Aziz imám (imámként: 1803–1814) fejezte be a Szalwa Palotát. (Ennek a korszaknak ad-Diriyyah-ban a legnevesebb építésze Ibn Hazam volt.
A közel-keleti nagypolitika keretében az oszmán-török szultán ezt az új Közép-arábiai birodalmi alakulatot el akarta szigetelni és ezért az egyiptomi Muhammad Ali Pasával hadjáratot indíttatott Nadzsd ellen. A hadsereg parancsnoka Ibrahim pasa (Muhammad Ali fia) volt, aki megtámadta, elfoglalta és lerombolta ad-Diriyyah-t. A Szaúdi-klán legfőbb csoportját elítélték, részben száműzték, részben kivégezték.

### Modern korban

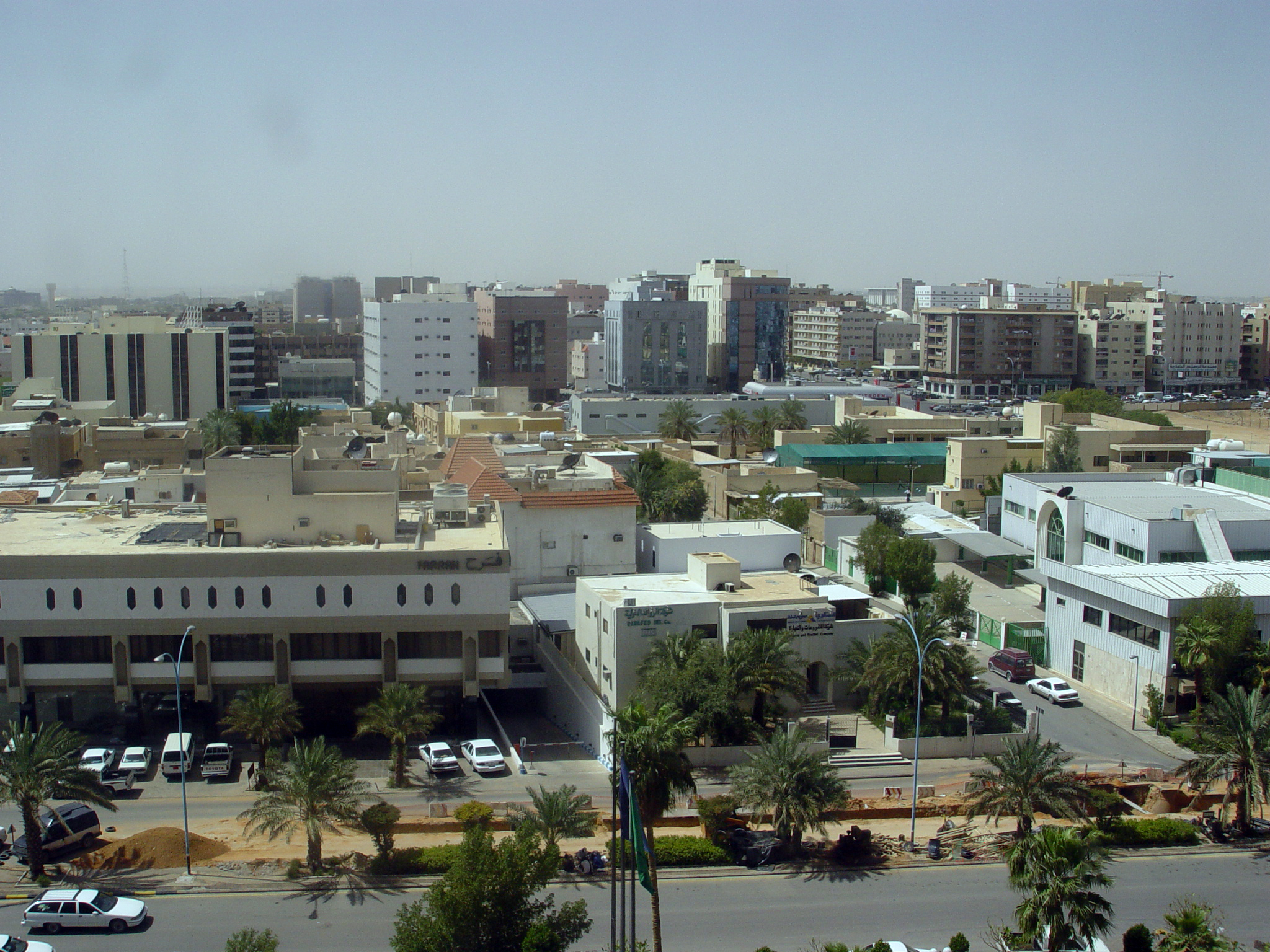
Városkép

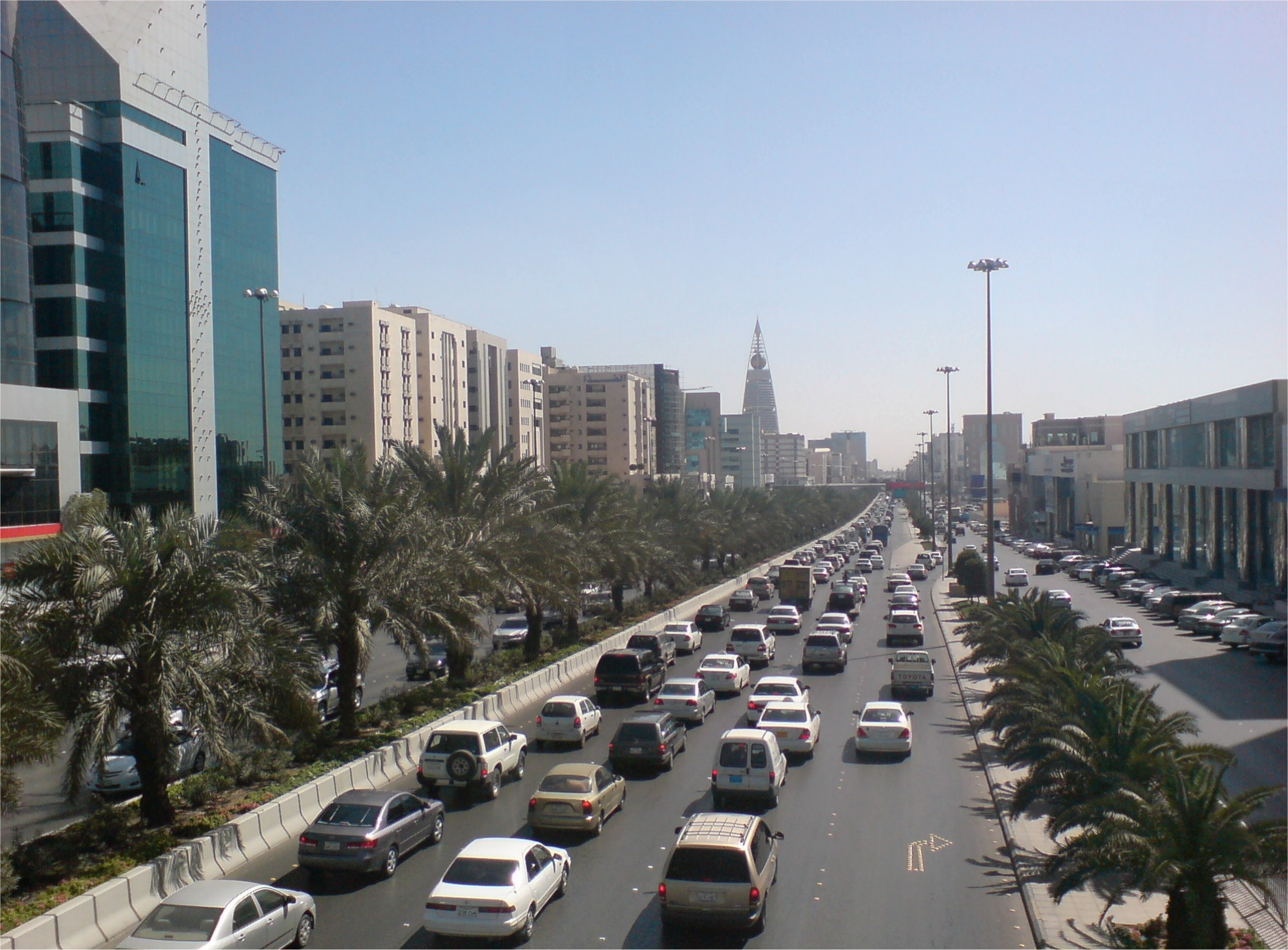
Fahd Király-út

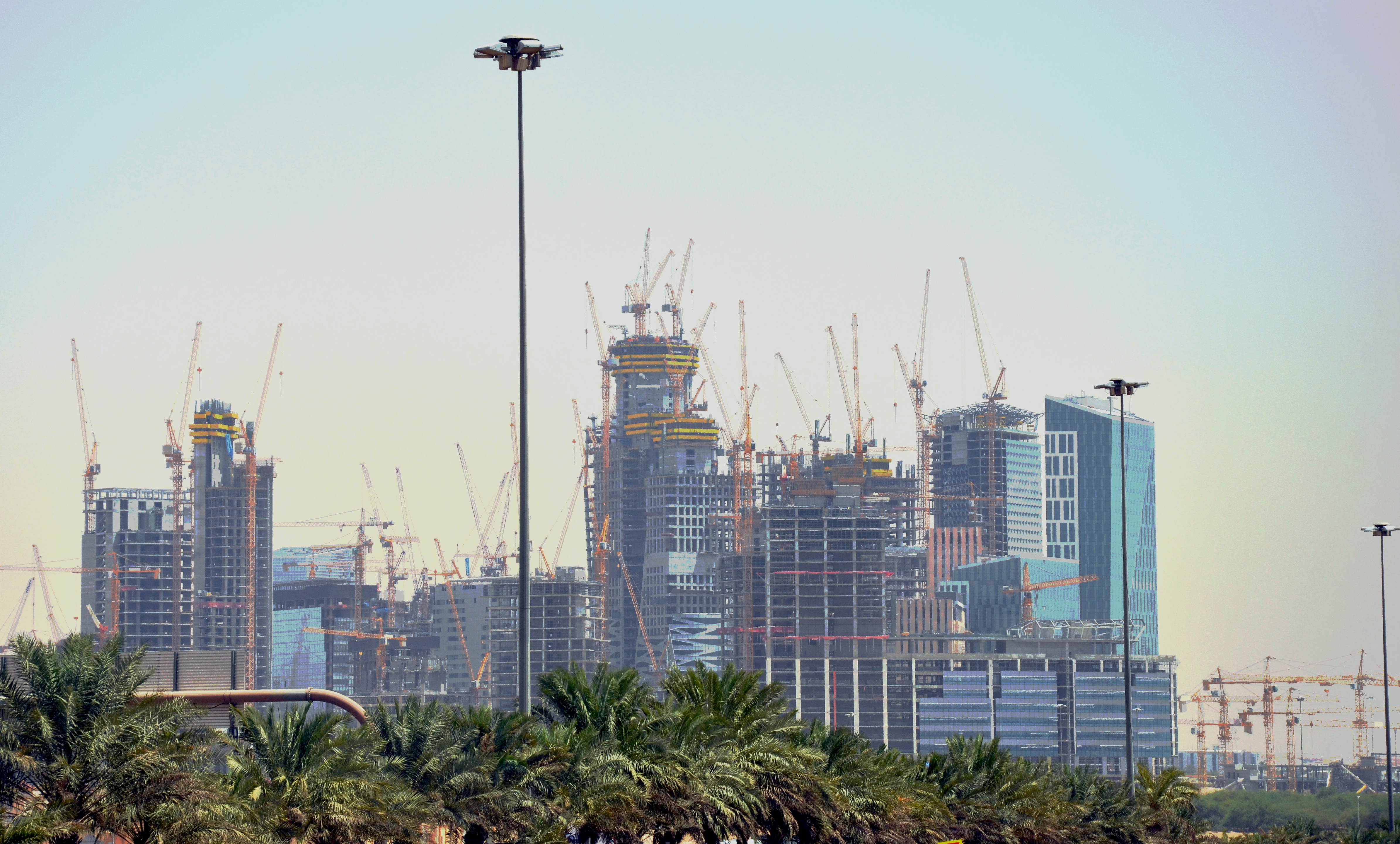
Az Abdullah király üzleti negyed építése 2012-ben

A visszatérő al-Saud család 1824-ben az új Rijád várost tette meg uralkodói székhelynek. (Rijád 1735-től a Hadshar romjai felett elhelyezkedő bekerítetlen kert-terület volt, s innen származik elnevezése is). A helyen az itt elhelyezkedő ad-Diriyyah gyakori rombolások utáni rommaradványai halmozódtak itt. Ezt a területet még 1773-ban Abdel-Aziz ibn Muhammad vette birtokba.
Turki asz-Szaúd (1824–1834) imám és fia, Faiszal (1834–1838 és 1843–1865) uralkodása alatt jött létre a második Szaúdi állam. Ekkor az uralkodói székhely a rijádi al-Maszmak-erőd volt. Nadzsd északi részén emelkedik a haili ar-Rasid mű, ahol a szaúdiak belső családpolitikai/hatalmi játszmái szövődtek, bonyolódtak, olyannyira, hogy a később délen is uralkodó al-Szaúd családot 1891-ben Kuvaitba száműzték.
Abell-Aziz ibn Szaúd (1880–1953) 1902-ben az al-Maszmak-ütközetben visszaszerezte hatalmát, aztán innen az al-Hasan oszmán felkelést is leverte (1921 Hail). 1923-ban annektálta a Vörös-tenger melléki Aszir Emirátus-t, ezután legyőzte a Mekkában uralkodó Husszein ibn Ali serifet, 1924 után pedig megszerezte a "Khalifa" rangot (Királyságot) is.
Az 1940-es évektől Rijád egy viszonylag szűk, területileg izolált városból erőteljesen fejlődő nagyvonalú metropolisszá alakul. (A népességszám-növekedése 1974 és 1992 között átlagosan évi 8,2%-os volt.)
Az 1990-es évek óta Rijádban újra felélénkültek a helyiek és a külföldiek közti, valamint a királysággal szembeni összeütközések. 1995. november 13-án egy önműködő bomba robbant a Szaúdi Nemzeti Gárda oktatási központjában és heten meghaltak, köztük öt amerikai kiképző. 2003. május 12-én egy öngyilkos merényletének áldozata lett 34 amerikai polgári személy. 2003. november 8-án időzített bombatámadást intéztek szaúdi és külföldi arab lakónegyedek ellen (18 halott). Valamennyi támadás mögött az al-Qaida iszlám radikális militáns csoport áll ezért az ő számlájára írható. 2006. június 23-án Rijádban a szaúdi biztonsági erők támadást intéztek az al-Qaida által tervezett merénylet elkövetői ellen, amely tűzharcban végződött, hat ellenálló és egy rendőr vesztette életét.

## Politika és közigazgatás

### Alkotmány
Szaúd-Arábia 1992-ig abszolút monarchia volt, akkor a Szaúd-dinasztia életbe léptette az ország első alkotmányát. Az állam- és kormányfő a királyi hercegek által választott király, aki egyben az ország vallási vezetője is, és az iszlám vallásjoggal (saría) összhangban kormányoz. Döntéseihez igyekszik megszerezni a királyi család, az iszlám elöljárók, a főbb törzsi vezetők, a fegyveres erők és a hivatalnoki réteg egyetértését.
A király nevezi ki a minisztertanács (a kormány) tagjait, akik segítik politikája kialakításában és irányítják a hivatali szervezetet. A királyi család hatalmának ellensúlyozására az 1992. évi alkotmány egy tanácsadó gyűlést (medzslisz as-sura) is létrehozott, amelynek joga van törvényalkotást kezdeményezni, és áttekinteni a kormány politikáját. Az igazságszolgáltatás a saríán alapul. A király az ország legfelsőbb fellebbviteli bírája.

### Helyi önkormányzat
Rijád polgármesteri tisztét 1998 óta Abdul Aziz ibn Ayyaf Al-Miqrin látja el. A fővárosban 2005. február 10-én került sor - 30 év után ismét - helyhatósági választásokra. Ennek eredményeként a 14 önkormányzati tanácsos felét újként választották, míg a másik fele a korábbi szaúdi igazgatásból maradt meg. A 470 000 választásra jogosult közül 140 000-en vettek részt (29,8%). A hét megválasztandó képviselői helyre 646 pályázó jelentkezett. A választási győztesek alapvetően az iszlám klerikális csoportjából kerültek ki, ezen belül a dzsámik imámjai, valamint a vallási jóléti szervezetek tagsága közül.
- A költségvetés elkészítése és felhasználásának ellenőrzése
- Előterjesztések kidolgozása, elfogadása, a végrehajtás ellenőrzése
- A települési alkalmazottak személyi kiválasztása, mind szakmai gyakorlati, mind díjazási szempontból.

A következő helyhatósági választásokat 2009-re jelölték ki, amelyen már a nők is rendelkezni fognak választási joggal.

### Bázisadatok
- Állam:	Szaúd-Arábiai Királyság
- Tartomány:	Rijád
- Közigazgatás: Városi önkormányzat
- Polgármester  Abd al-Aziz ibn Muhammad ibn Ayyaf Al Miqrin
- Koordináták:	24° 39′ N, 46° 43′ O24.6546.71  Tszf. magasság:	612 m
- Területe:	1554 km²
- Városrészek	17 kerület (részletesen előbb)
- Lakosok száma: 8 002 000 (2016. 12. 31.)[1]
- Laksűrűség: 2866 lakos/km²
- Telefon távválasztószám: 966 (ország), 1 (város)
- Hivatalos  honlap: www.arriyadh.com/eng/

### Népesség
Rijádban az 1862-es évben (első népességi adat) 7 500 ember élt. Ez 1900-ra mintegy 30 000-re növekedett. 1950-ig a népességszám 120 000 fölé emelkedett. 1980-ban a fővárosban 1,3 millió ember lakott. A 2004. szeptember 15-i népszámlálás adatai szerint 4 087 152, ez 2008-ra Rijádban mintegy 4,6 millió, majd 2016 végére 8 millió főre emelkedett.
Az eredeti őslakosság kizárólag arab volt. Napjainkban a lakosság 90%-ban arab származású, ezen belül szaúdi illetékességű, vagy az arab térségekből származó, főleg egyiptomi, jordániai, palesztin, szír, és libanoni. A mintegy 10% nagyobb részt afrikai, vagy ázsiai származású. A nem arab származású külföldieket főként vendégmunkásként foglalkoztatják. A lakosság stabil szociális biztonsággal rendelkezik, amely - azonban csak a szaúdi állampolgároknak - ingyenesen vehető igénybe.

### Szociális viszonyok

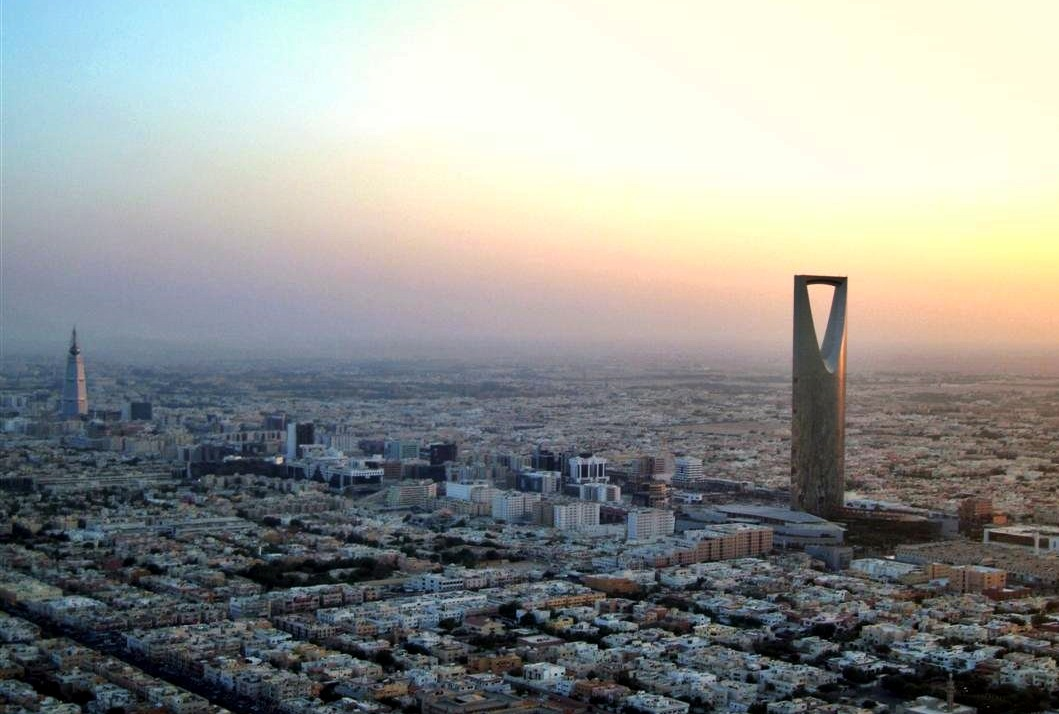
Városkép (2009)

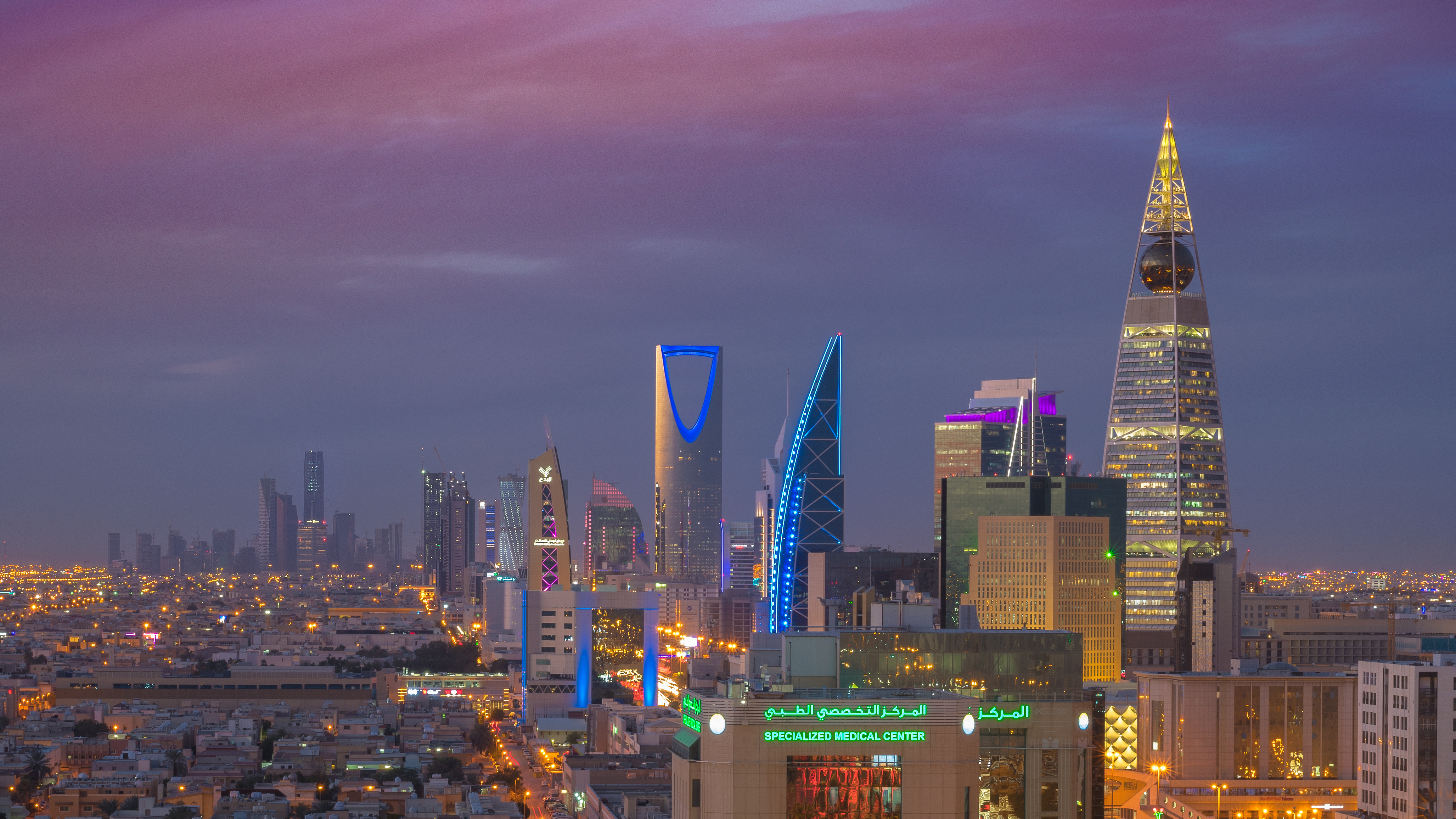
Rijád felhőkarcolói (2018)

A kormány társadalmi jóléti rendszere minden keresőre kiterjed: munkanélküliségi, munkahelyi baleseti, betegségi, anyasági, rokkantsági és időskori juttatásokat tartalmaz. Ingyenes gyógyszer- és orvosi ellátást nyújt az ország minden állampolgárának, valamint a területén élő külföldieknek.
Becslések szerint Rijádban 30%-os a munkanélküliség. Semmi hivatalos kiadás nem szolgál a munkanélküliség támogatására. Rijádban további problémát jelent, hogy a fiatal szaúdi állampolgároknak az állami magas jövedelmű munkahelyekre való bejutása nem egyértelmű, a szaúdiak közt differenciálódik.
A szaúdiak - látva a korábbiakhoz képest teljesen új társadalomfejlődési körülményeket - azzal időnként konfrontálódnak. Munkát kell végezni olyan feladatokban, amelyeket eddig a vendégmunkásokkal végeztettek, amely munkahelyeket és körülményeket a szaúdiak a saját színvonalukon alulinak tekintik. A kormány megpróbálja az ilyen pozícióikból a vendégmunkásokat kiszorítani és az alacsonyan fizetett munkahelyeket kevésbé képzett fiatal szaúdiakkal betölteni. Mindeddig Rijádban a munkahelyek 44%-át sikerült szaúdiakkal betölteni. A fővárosban az összes vezető pozíciót képviselő munkahelyet szaúdiak töltik be.
A szaúdi orvosok a legkorszerűbb gyógyítási eszközöket használják a Rijád külterületén fekvő Fejszál Király Orvosközpontban. Azonban az országban általában rosszak az egészségügyi és higiénés viszonyok, hiány van képzett egészségügyi dolgozókból. Még ma is sokan megfertőződnek maláriával, trachomával, tüdőbajjal, májgyulladással és kolerával. A csecsemőhalálozás aránya - még Közel-keleti viszonylatban is - magas. A születéskor várható élettartam mindössze 63 év.

### Vallás
A "Vahhabi szövetség” tagja, Abdul-Aziz Ibn Abdur-Rahman Ibn Muhammad al-Szaúd (1880-1953) nadzsi szultánná koronázta magát, majd Rijád elfoglalását (1902) követően, véres harcok árán terjesztette ki fennhatóságát az Arab-félszigeten. A Hedzsaz tartomány 1916-ig tartozott az Oszmán Birodalomhoz. Az I. világháború végétől a szaúdi király lesz a szent helyek Mekka és Medina őrzője és a zarándokok védelmezője (1925/1926). Az ország függetlenségéről szóló okiratot (Szaúd-Arábia Egyesült Királyság) 1927 májusában írták alá, de a tényleges államalakulat csak 1932-ben jött létre, nemzetközi elismerése mind a világi hatalmak, mind a muszlim közösség részéről csak évek múltán történt meg. (Egyiptom pl. 1936-ban). ibn-Szaúd király államfőlett, s állami rangra emelte a vahhabizmust, egyes államok (Irak, Irán) rosszallását váltva ki. Mások szemében az iszlám reformmozgalmak jelképe lett a muszlim világban. Ibn-Szaúd a következő huszonöt évben folytatta az ország egységesítését, megnyerve magának és hitének az Arab-félsziget szétszórt emírségeit.
- Lásd még: Vahhabizmus

## Kultúra
Már az iszlám előtti időkben is a költészet, a didaktikus próza és a szónoklás képviselte a fő irodalmi műfajokat. A legnevesebb szaúdi író Uszmán ibn Bisr XIX. század végi krónikás volt. Ma az irodalmi alkotások újságokban, folyóiratokban látnak napvilágot. A magánkézben levő sajtó lényegében a kormány konzervatív politikáját tükrözi, s ez jellemző a szaúdi társadalom nagy részére is (ritkán bírálja a kormányt). A rádió- és televíziócsatornákat a kormány működteti.
Az ország - így Rijád - lakosságának kulturális életére is az iszlámhoz való szigorú ragaszkodás jellemző, bár egyre jobban beszűrődik a liberálisabb arab államok befolyása, és a külföldön tanuló szaúdi diákok sem mentesülnek a nyugati hatásoktól.
(Emellett a nomádok és az írástudatlan falusiak körében tovább él a népi kultúra. A zene és a tánc is mindig szerves tartozéka volt a szaúdi hétköznapoknak, annak ellenére, hogy a szigorú vahhábita törvények tiltják ezek nyilvános gyakorlását). A képzőművészeti ábrázolás a geometriai formákra, virágokra és elvont mintákra, valamint az írásművészetre korlátozódik. Az országban folyó erőteljes építészeti tevékenység alapvetően kozmopolita jellemzőket visel.
A város - az ország külföldiek fokozódó érdeklődésének hatására - egyre nagyobb figyelmet fordít a helyi társadalmi és történeti múlt bemutatására, megismertetésére. Ezek közt a rekonstruált történeti városrészek és uralkodói paloták mellett a múzeális létesítmények is megtalálhatók (Nemzeti Múzeum, légierő-történeti múzeum stb.).

### Oktatás, művelődés

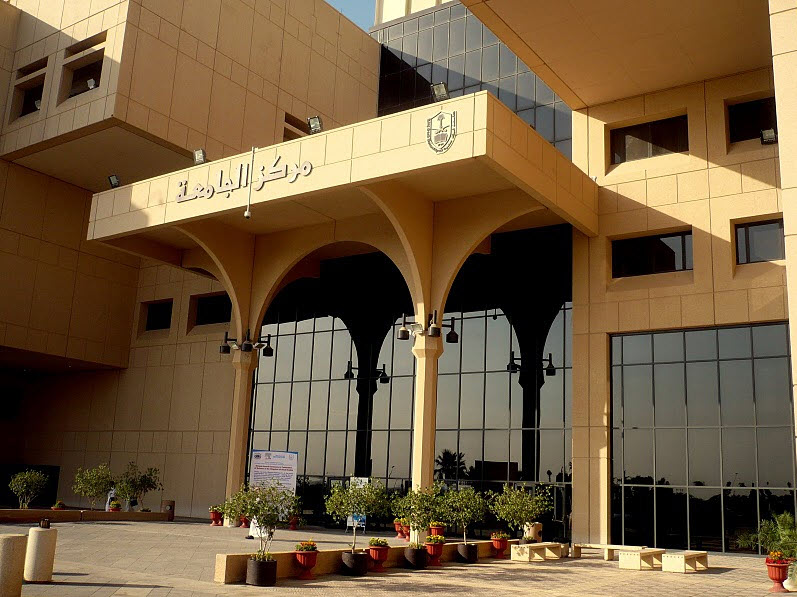
A Rijádi (korábban I. Szaúd Király) Egyetem épülete

Az oktatás - az országban, így Rijádban is - minden tanuló számára ingyenes. Az oktatási rendszer hatosztályos elemi, háromosztályos alsó középfokú és háromosztályos középiskolából áll. A felsőoktatásban kétéves műszaki és kereskedelmi főiskolai, illetve négyéves egyetemi képzés között lehet választani. Sok szaúdi hallgató kap ösztöndíjat külföldi egyetemekre; szinte mindegyikük visszatér hazájába és ott helyezkedik el. (Az országban az írástudatlanok aránya nagyon magas: a 15 éven felüli lakosság kb. kétötöde analfabéta. A kormányzat ennek ellenére nem vezet be tankötelezettséget).
A Rijádi (korábban I. Szaúd Király) Egyetemet 1957-ben alapították. Itt működik a Muhammad ibn Szaúd Imám Iszlám Egyetem is.

### Építészeti alkotások
- A régi városmagot napjainkban Ad-Diriyah városrésznek nevezik, s az Al Iman Turki Ibn Abdullah Ibn MHD úttól nyugatra terül el.
- A városfalbeli északi torony, az Al-Thumairi-Kapu könnyebben megsérült,
- a mellette levő régi objektumokat rekonstruálták.
- A régi al-Maszmak-erődöt szintén felújították, s jelenleg nemzeti történeti múzeumként működik.
- A nagy Péntek-mecset szintén egy reprezentatív létesítménynek számít, és a régi városmag területének nagy részét elfoglaló Al-Hokm-Palotától (bíróság) keletre található,
- Kissé tradicionálisnak tekinthető agyagarchitektúra emlékei tekinthetők meg a történelmi városmagtól nyugatra, amely az 1930-as évekbeli, városfalakon kívüli elterülő várostest jellegzetességét adja.

A további régi utcavonalakat megszüntették s ezeken a helyeken új beépítések folynak.
Wadi Hanifah-nál (az északnyugati városszélen) található az 1980-as években létesített Diplomatic Quarter (diplomatanegyed). Ezt a városrészt tulajdonképpen a diplomaták és családjaik lakják. Itt található valamennyi külföldi követség is. A Diplomatic Quarter nyugatias karaktert visel, nagy zöldterületi ellátottságú és sakktáblaszerű utcahálózattal rendelkezik.
A várostól északra található a 90-es években létesített légikikötő és a Banban-terület (a népnyelv Vörös Homok-nak nevezi) terület, amelyen számos királyi palotaépítmény található.

### Parkok
A főváros számos parkkal és zöldterületi létesítménnyel rendelkezik.
- Az Al-Malaz városrészben található a 2013-ban megnyitott King Abdullah Park. A parkot délkeletről a Prince Faisal bin Fahd stadion határolja. A park keleti sarkában nagyméretű parkoló helyezkedik el. A park kifejezetten családi park, bizonyos esetekben - pl.Riyadh Seasons időszak - egyedül álló férfiak is látogathatják. A parkban sétányok, büfék, egy nagyméretű tó, színpad, gyerekjátékok és jó minőségű, sűrű szálú, gondozott gyep található. A zárt parkba belépőjegy fizetése (fenőtt 10 SAR, gyerek 5 SAR 2019-ben) után lehet belépni.
- Az Olaya városrészben van az Al Maktaba-Park. Ebben a nagy térségben van úszómedence, víziút, ülő(pihenő)sarkok, s egy óratorony is.
- A Szalam Park a Qaszr Al Hokm városrészben van. Ez a King Fahad Roadtól nyugatra van, délen pedig a Tariq bin Ziad Road határolja. Ebben a parkban különféle tájképi részletek találhatók, úgymind például szántóföld, vagy pálmaliget. Közepén egy 33.000 m2-es nagy tó található, valamint különféle síkságok, s mindezeket egy 10 méter széles gyalogút fogja össze. A parkba tilos bevinni kerékpárt, számítógépet, kamerát valamint tilos focizni. A zárt parkba belépőjegy fizetése (5.25 SAR, 2 év alatti gyerek ingyenes 2019-ben) után lehet belépni. Nyitvatartása: Hétfőtől szombatig 13:00-24:00.
- A Chamber of Commerce-Park

Számos kert és zöldterületi létesítmény található a Diplomatic Quarter területén is, amely Rijád legtöbb zöldterülettel rendelkező részének számít.

### Gasztronómia
A főváros éttermeiben számos helyi és nemzetközi specialitást kínálnak. Rijád konyháinak hagyományos élelmiszer alapanyaga a búza (kenyérgabonaként, és legfőképpen búzadara, kuszkusz vagy bulgur formájában), a rizs, a köles, datolyák („a sivatag kenyere“), különféle zöldségek (gyakran pároltan, megfőzve, vagy tejföllel elkészítve) és hüvelyesek.
az állati eredetű élelmiszerek palettáját csirke-, kecske-, birka-, marha- és tevehúsok, valamint halak képviselik. Az ételfogásokat főként kereszt-köménnyel, szerecsendióval, fahéjjal és sáfránnyal fűszerezik. Használatban van azonban még a friss borsmenta, petrezselyem vagy koriander is.

## Gazdaság
Rijádban számos modern, kis üzlet és tradicionális üzletek (souq-ok) találhatók. Sok bevásárlóközpont található az Olaya út mentén, ugyanez értendő a Kingdom Center környékére is: Al-Nemer Shopping Center, az Al-Mousa Center.
Piacok:
- „Deira Antic Souq“, amely a Deira-téren, a Fort Maszmak mellett található. Itt kínálnak többek közt szőnyegeket, ékszert, antikvitásokat, réztárgyakat, bőrárut és ruhaneműt. A kézműves áruk többsége Pakisztánból és Indiából származik
- Egy másik piac a Batha-negyedben található Batha Souq. Itt főként elektromos-, háztartási árukat és ruhaneműt kínálnak.
- A „Kuwaiti Souq az Olaya-útnál található, ahol háztartási árukat, ruhaneműt és kézi munkával előállított tradicionális árukat kínálnak.

A főváros gazdaságának legfontosabb iparágait az építőanyagipar, élelmiszeripar és a kőolaj-feldolgozó ipar képviselik. Ezek közt a Saudi Basic Industries Corporation („SABIC“). Rijádban székel Szaúd-Arábia egyetlen börzéje, a “Tadawul“.
A város ivóvízszükségletének legnagyobb részét a Perzsa-öbölből jövő ivóvíz-vezetéken át látják el. A legtöbb pénzügyi (költségvetési) tételeket a lakossági és az infrastrukturális költségek jelentik. A lakást, víz-, villanyfelhasználást, belföldi telefont és az internetet minden szaúdi térítésmentesen vehet igénybe, ettől eltérő azonban a nem dolgozók esete.

## Közlekedés

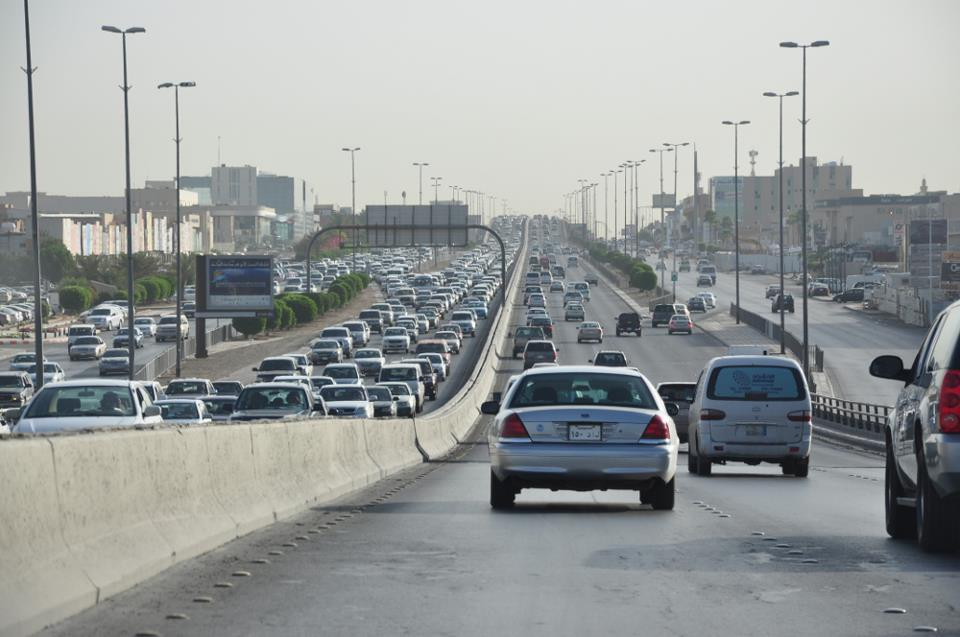
Forgalmas út Rijádban

Rijád egyike az arab világ legjelentősebb távolsági közlekedési csomópontjának, mivel a Mekka és Medina, az iszlám két fő zarándokhelyére vezető szárazföldi zarándok utak is érintik a várost.
A fő közlekedési vonalak látják el a távolsági (regionális) közlekedést, valamint kapcsolatot a főváros és a Perzsa-öbölbeli keleti tengerparttal, s az ország más területeivel.
- Az első rijádi vasútvonalat 1951-ben létesítették
- A város egy autópálya-körgyűrűvel is rendelkezik.

A nők nem vezethettek autót 2018 június 24-ig, azóta bármelyik nő szerezhet jogosítványt. Az utolsó évtizedben bekövetkezett jelentős (4-6 -szoros) üzemanyagár növekedés hatására, megnövekedett a kisebb illetve kisebb fogyasztású autók aránya. Jelenleg (2019-ben) a metró építési projekt kapcsán nagyon sok elterelés, részleges vagy teljes útlezárás van. A közlekedési lámpák száma meglepően alacsony. Az irányjelző és a sávok használata az autósok körében esetleges. Az ottani autósok képesek használni a 2-3-4 "sávos" vagy inkább sávban kihasználható körforgalmakat is.
A városban a gyalogos közlekedést nehezíti, sőt sok helyen ellehetetleníti a járható járdák, a kijelölt gyalogátkelőhelyek, gyalogos felül- ill. aluljárók hiánya, valamint a nyári időszakban tapasztalható magas hőmérséklet.

### Tömegközlekedés
A városközi nyilvános tömegközlekedést dízel-üzemelésű autóbusz-hálózat látja el. Az autóbusz-hálózat üzemeltetője a Saudi Public Transport Company (SAPTCO). Minden autóbuszkocsin elkülönített rész van a női utasok számára. A városban 6 metróvonal üzemel, a metróhálózat a legnagyobb vezető nélküli metrórendszer a világon.

### Légi közlekedés
A főváros 225 km²–es, sík területen kialakított Khalid király nemzetközi repülőtér területét tekintve (225 km²) az egyik legnagyobb a világon. Az amerikai Helmut Obata és Kassabaum építész-iroda tervezte és 1983-ban készült el. Két beton/aszfalt sávval (le- és felszállópálya) rendelkezik, 625 m. tengerszint feletti magasságon. Az irányítótorony 81 méter magas, s a világon az egyik legmagasabbnak számít, 19 szint magas és 1230 m2 szintterületű. A légikikötőhöz egy 5000 hívő befogadóképességű belső-, és ugyanekkora külső befogadó térrel kialakított mecset is tartozik. Kupolája 33 m átmérőjű és 40 m magas. A minaret 39 m magas. A légikikötő üzemeltetője a General Authority of Civil Aviation. Egy másik (stratégiai) repülőtere a városközpont közelében található. Területének északkeleti szegletében található a Szaúdi Légierő Múzeuma.

## Sport
A legkedveltebb sportág a labdarúgás. Rijád legismertebb egyesülete az el-Hilál, amely az 1975–76-os szezon óta rendszeresen szerepel a szaúd-arábiai labdarúgó-bajnokság első osztályában. Az el-Hilál tizenegyszer nyerte meg a bajnokságot, tizenegyszer hódította el a szaúdi kupát, valamint kétszer diadalmaskodott az ázsiai bajnokok ligában. Otthona a 75 000 néző befogadására alkalmas Fáhd király Nemzeti Stadion.
Egy másik rijádi sportklub az en-Naszr, amely 1955. évi megalakulása óta hatszor nyerte meg a bajnokságot, mérkőzéseit a 27 000 néző befogadására alkalmas Abd ar-Rahmán ibn asz-Szaúd Stadionban játssza.
A rijádi es-Sabáb öt alkalommal nyerte meg a szaúd-arábiai labdarúgó-bajnokságot. Az 1947-ben alapított klub is a Fáhd király Nemzeti Stadionban rendezi hazai mérkőzéseit.
Tradicionálisan kedvelt sport a lovas-, vagy tevehajtás, sólyomvadászat. Újabb sportfajtának számítanak a golf, tenisz, squash, kosárlabda, és az úszás. Számos lovaglópályával és (homokos)golfpályával rendelkezik a régió. A sportolás a nők számára is megengedett, de csak olyan zárt komplexumokban, ahova férfiaknak tilos a belépés.

## A város szülöttei
- Abdullah bin Abd al-Aziz, Szaúd-Arábia királya ( 2005-től)
- Faisal ibn Abd al-Aziz, Szaúd-Arábia királya (1964–1975)
- Fahd ibn Abd al-Aziz, Szaúd-Arábia királya (1982–2005)
- Abd al-Aziz ibn Saud, Szaúd-Arábia királya, a modern királyság megalapítója
- Abd al-Aziz ibn Baz, nagymufti (1994–1999)
- Sheik Abdulaziz bin Abdullah al-Sheik, nagymufti (1999-től)
- Oszáma bin Láden, terrorista

## Testvértelepülések
- Acapulco, Mexikó